# Za vším hledej ženu
Za vším hledej ženu je česká romantická komedie režiséra Miloslava Šmídmajera, která vznikla podle scénáře Dagmar Remešové. Film vypráví o třech kamarádkách, které se spojí, aby se pomstily bývalému příteli jedné z nich.
Hlavní role trojice kamarádek ztvárnily Hana Vagnerová, Alžbeta Stanková a Tereza Rychlá, ve vedlejších rolích se objevili Zlata Adamovská, Daniela Kolářová, Marek Vašut, Marek Němec a Igor Orozovič. 
Snímek se natáčel v Ostravě a Moravskoslezský kraj jeho vznik podpořil částkou 700 tisíc korun. Film měl v českých kinech premiéru dne 20. října 2022.

## O filmu
Film vypráví o trojici kamarádek, které řeší vztahové problémy, ale navzájem se podporují. Irena podřizuje vše touze po novém bydlení, lékárnice Marta se chce stát moderátorkou v radiu a Alex touží po vztahu s normálním mužem, ale bezhlavě se zamiluje do staršího ambiciózního podnikatele Alberta, který jí ublíží. Alex společně s kamarádkami plánuje, jak se Albertovi pomstí.

## Obsazení
| Hana Vagnerová    | Alex Bendová                  |
| Tereza Rychlá     | Marta Brožová, kamarádka Alex |
| Alžbeta Stanková  | Irena, kamarádka Alex         |
| Zlata Adamovská   | Bendová, Alexina matka        |
| Daniela Kolářová  | Alexina babička               |
| Marek Vašut       | Albert Hrubý st.              |
| Igor Orozovič     | Albert Hrubý ml.              |
| Marek Němec       | Martin                        |
| Jiří Vyorálek     | ředitel                       |
| Albert Čuba       | Leoš                          |
| Vladimír Polák    | šéf rádia                     |
| Miroslav Táborský | vyšetřovatel                  |
| Ladislav Hampl    | Jakub                         |
| Matěj Dadák       | Vlastíček                     |
| Marie Viková      | paní Karásková                |
| Zuzana Pillmann   | Monika                        |